# Tim Bentinck
Tim Bentinck est un acteur et inventeur Britannique né le 1er juin 1953 à Barton en Tasmanie (Australie).
Lointain descendant de Hans Willem Bentinck, favori du roi Guillaume III d'Orange-Nassau, il porte le titre de 12e comte de Portland, mais l'utilise très rarement.

## Biographie

### Jeunesse et études
Timothy Charles Robert Noel Bentinck naît le 1er juin 1953 à Barton en Tasmanie (Australie).

### Carrière
En 2006, il prête sa voix pour le métro londonien, sur Piccadilly line (annonce mind the gap).

## Filmographie

### Cinéma
- 1979 : Les Loups de haute mer (North Sea Hijack) : Harris'
- 1983 : The Pirates of Penzance : un pirate
- 1984 : Winter Flight : Jack
- 1992 : Year of the Comet : Richard Harwood
- 1996 : La Nuit des rois (Twelfth Night: Or What You Will) : l'Officier
- 2001 : Enigma : le commandant du sous-marin allemand
- 2003 : Les 101 Dalmatiens 2 : Roger (voix)
- 2004 : Vanity Fair : La Foire aux vanités (Vanity Fair) : un allemand
- 2008 : Kis Vuk (A Fox's Tale) de György Gát (en) et János Uzsák

### Télévision
- 1983 : By the Sword Divided  (série télévisée) : Tom Lacey
- 1990 : Made in Heaven (série télévisée) : Steve Nicholson
- 1993 : Sharpe's Rifles : le capitaine Murray
- 1995 : Strike Force : Raikes
- 1995 : Grange Hill (série télévisée) : Fred Mitchell
- 1997 : A Prince Among Men (série télévisée) : Mark Fitzherbert
- 2001 : The Armando Iannucci Shows (série télévisée)
- 2002 : Churchill, pour l'amour d'un empire (The Gathering Storm)  : Marlborough
- 2004 : D-Day, leur jour le plus long (D-Day 6.6.1944) : Lt. Gen. Hans Speidel
- 2004 : Frances Tuesday : le chirurgien
- 2006 : Great San Francisco Earthquake, The, : Abraham Reuf